# Герцог Осунський

Герб герцога Осуна

Герцоги Осуна (duques de Osuna) — гранди Іспанії з роду Тельєс-Хіронів (Téllez-Girón), які за часів розквіту Іспанії (наприкінці XVI — початку XVII століть) володіли найбільшими в країні приватними земельными маєтками після герцогів Медіна-Сідонія. На їхніх землях стояли укріплені міста Уруенья на заході Кастилії й Осуна в Андалусії.
З кожним поколінням рід розширював свої володіння, допоки у середині XIX століття Маріано Тельєс-Хірон, 12-й герцог Осуна не виявився володарем 39 дворянських титулів, з яких 20 гарантували статус гранда Іспанії. Після смерті 12-го герцога, який втратив свій статок, титули й маєтки Тельєс-Хіронів було розподілено між його родичами.

## Походження

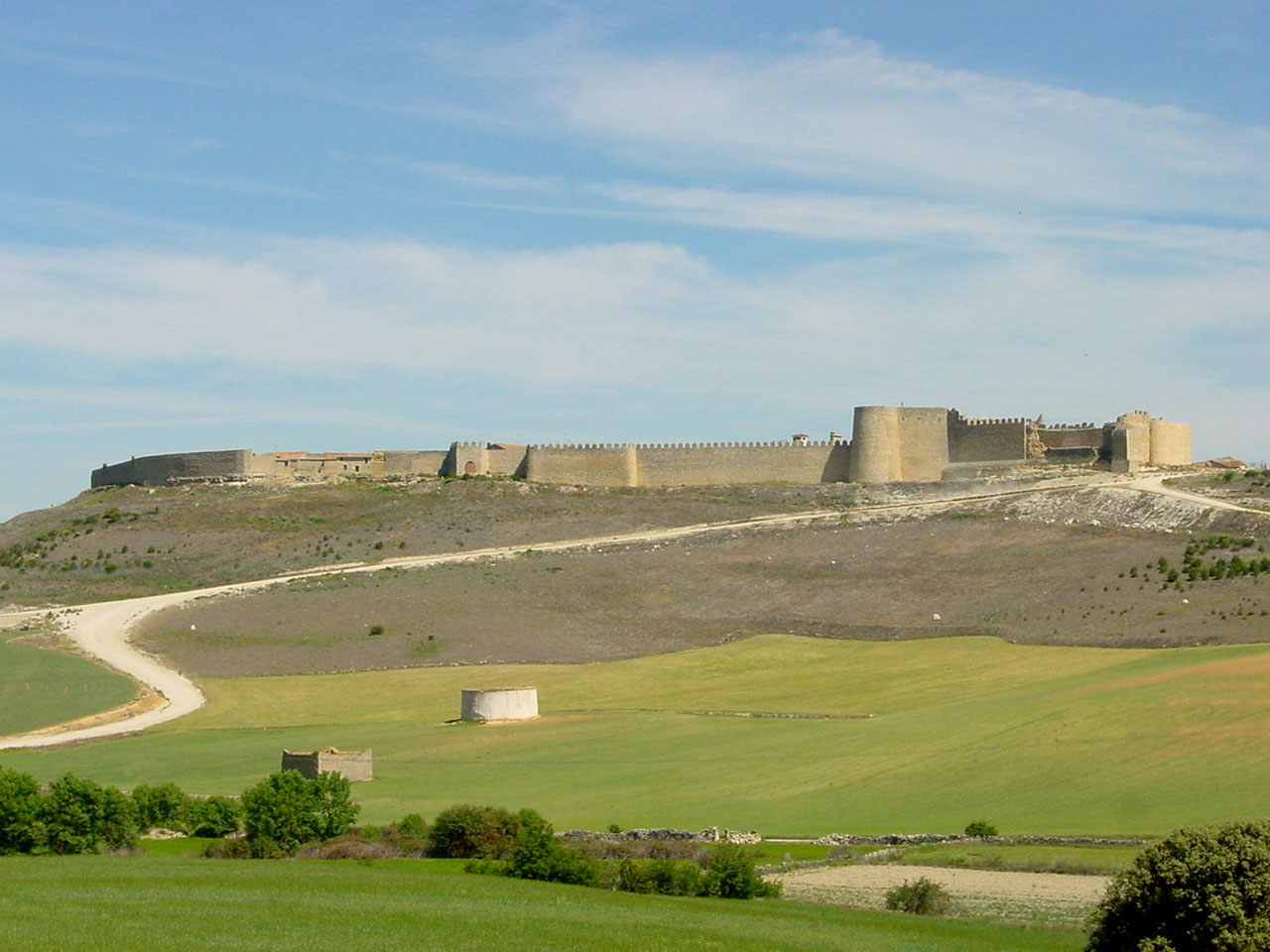
Уруенья — родове гніздо Хіронів

Рід Тельєс-Хіронів за чоловічою лінією є гілкою португальського дому да Кунья. Його родоначальник Палу Гутьєрреш відіграв помітну роль в облозі та взятті Лісабона хрестоносцями. У XII столітті представники цього роду володіли замком Табуа. Мартін Васкеш да Кунья виїхав до Кастилії за часів Португальської смути. Його дружина Тереза належала до роду Хіронів, прославленого у хроніках іспанського середньовіччя. Нащадки того шлюбу змінили прізвище да Кунья (або Акунья) на Тельєс-Хірон.
До роду Акунья належали графи Валенсія-де-Дон-Хуан і Альфонсо Каррільйо, глава іспанської церкви з 1446 до 1482 року. Його племінник Хуан Пачеко за Енріке IV (1454–1465) по суті одноосібно правив Кастильським королівством. 1472 року отримав титул герцога Ескалона, який його нащадки мають донині.
Молодший брат Хуана, Педро Хірон (1423–1466), використовував свій пост магістра ордена Калатрави для нарощування володінь своєї родини. Зокрема, він передав із розпорядження ордена у приватну власність місто Осуна, а також перебудував під власну резиденцію орденський замок Пеньяф'єль. Не звертаючи уваги на орденське правило целібату, він прижив й у подальшому узаконив кількох синів, які володіли графством Уруенья та називались (з 1464) графами Уренья (Ureña).

## Герцоги Осуна

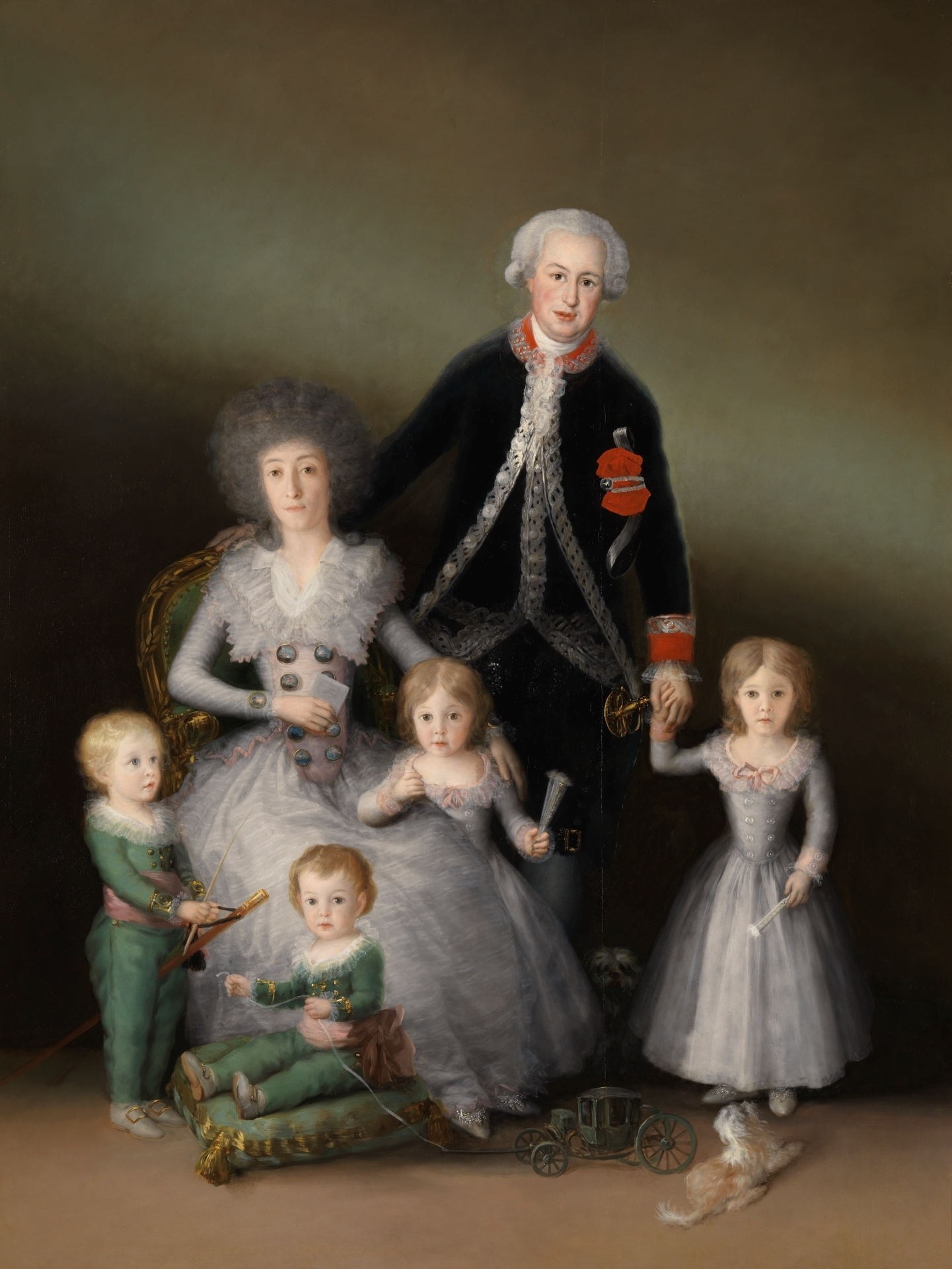
Родина 9-го герцога Осуна на портреті Гойї

Педро Хірон, 5-й граф Уренья (праонук магістра) виконував різні дипломатичні доручення короля Філіпа II — був послом у Лісабоні й Ватикані, керував від його імені Південною Італією. 1562 року король подарував йому право йменуватись герцогом Осуна. Старшому сину герцога було дозволено мати титул ввічливості — «маркіз Пеньяф'єль». Ходили чутки, що драматург Тірсо де Моліна був його позашлюбним сином.
Могутність роду Тельєс-Хірон сягнула зеніту за 3-го герцога Осуна (1574–1624). Цей так званий «великий герцог Осуна» у 1611–1616 роках виконував посаду намісника (віце-короля) у Палермо, а у 1616–1620 — у Неаполі. Його секретар Кеведо часто згадує його на сторінках своїх творів. У Неаполі придворним художником Осуни був Хосе де Рібера. Дружиною його сина була герцогиня Уседа — онука герцога Лерми. Після повалення останнього і приходу до влади Олівареса потрапив в опалу та був змушений виїхати до своїх маєтків. Опала Хіронів тривала 30 років.
9-й герцог Осуна 1771 року одружився з 12-ю герцогинею Бенавенте, після чого ці два титули стали нерозлучними. Родину герцога й герцогині неодноразово зображував Франсіско Гойя. Після смерті 13-го герцога дель Інфантадо його володіння й титули успадкував племінник — 11-й герцог Осуна. Йому спадкував 1844 року Маріано Тельєс-Хірон (1814–1882), 12-й герцог Осуна, 15-й герцог дель Інфантадо, який жив на широку ногу та мав репутацію гульвіси. Від шлюбу з принцесою Зальм-Сальм (у подальшому герцогинею де Круа) дітей не мав.
Розгульне життя 12-го герцога ледь не закінчилось банкрутством. За новими законами спадкування титулів йому мав спадкувати найближчий родич, герцог Альба, однак іспанська корона занепокоїлась надмірним зосередженням титулів у руках останнього. Під тиском монарха суд завершився тим, що герцогство Осуна залишилось у руках Хіронів, а герцогство Інфантадо було передано роду Артеага. Була розділена й бібліотека герцога Осунського, що згадується у початкових строках повісті «Кармен».

## Спадщина

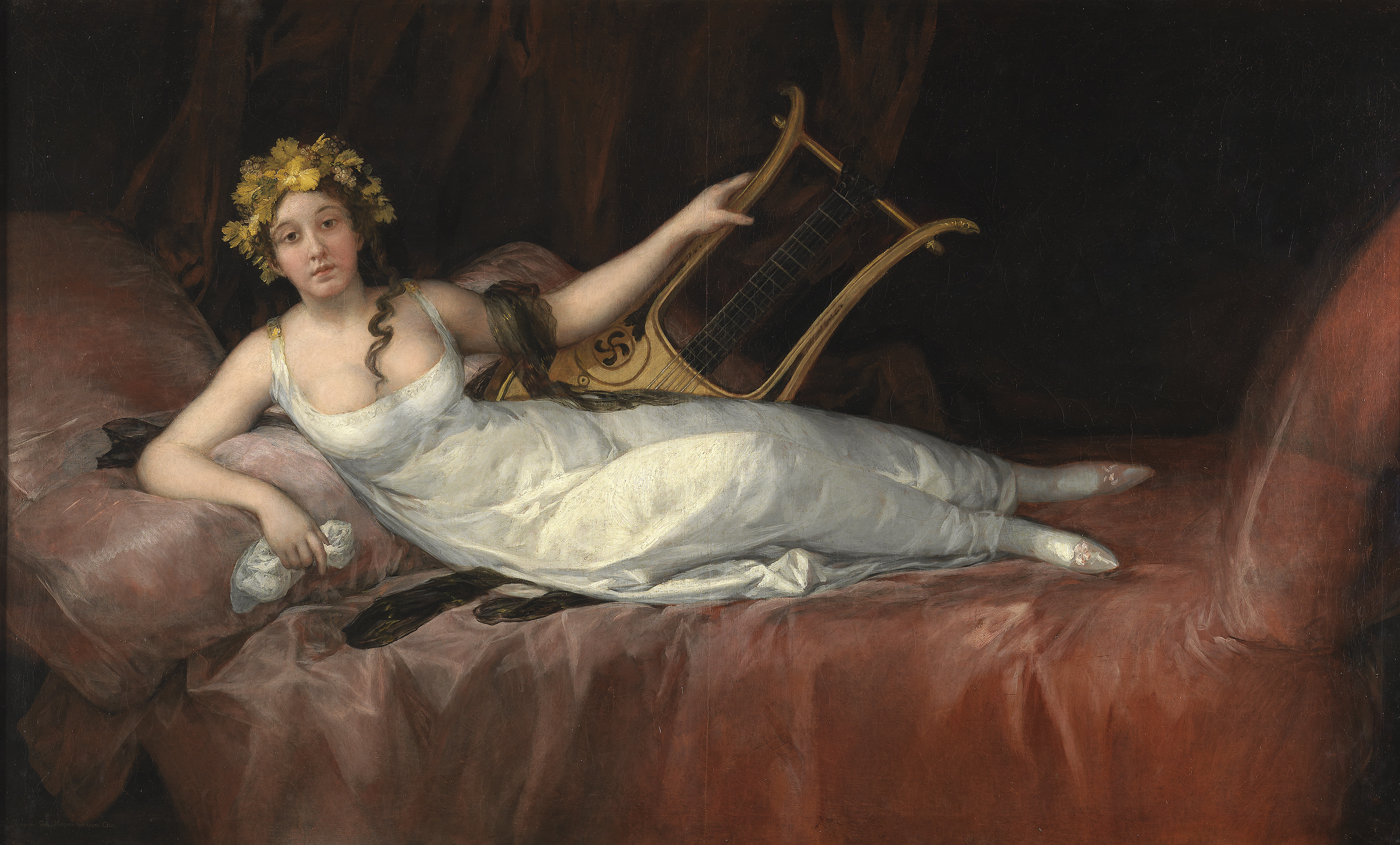
Маркіза де Санта-Крус, дочка герцога Осуна, на портреті Гойї

Чоловіча лінія дому герцогів Осуна (як і майже всіх інших найбільших герцогських родин Іспанії) наприкінці XX століття припинилась. Нині жива (16-а за ліком) герцогиня Осуна — остання в роду Тельєс-Хіронів. Вона успадкувала титули своїх предків 1931, у віці 5 років.
Від першого шлюбу з дворянином Педро де Соліс-Бомонтом народилась спадкоємиця, яка має титул герцогині Аркос, свого часу успадкований Хіронами від згаслого роду Понсе де Леонів. Чоловіком герцогині Аркос є маркіз де Кастро-Серна з роду Уллоа.
Друга дочка герцогині Осуна має титул герцогині Пласенсія, успадкований Хіронами від згаслого роду Суніга. Її чоловік — герцог Моріньяно, представник чорної знаті з роду Русполі.
Дочки 16-ї герцогині Осуна від другого шлюбу з маркізом де Монтемусо мають титули герцогинь Уседа (титул, створений для старшого сина герцога Лерми) та Медіна-де-Ріосеко (традиційний титул глави роду Енрікесів).

## Володіння
|                   |  |                                                            |  |                  |
| Замок Монтеалегре |  | Замок графів Оропеса (збудований родом Альварес де Толедо) |  | Замок Пеньяф'єль |